# Овчица Шоне
Овчица Шоне (енгл. Shaun the Sheep) је британска дечја анимирана телевизијска серија коју је произвео Аardman Animations и HIT Entertainment. Први пут се приказивала на станици CBBC марта 2007.

## Историја
Главни лик из серије, овнић Шон, се први пут појавио у Оскаром награђеном кратком филму Блиско шишање (A Close Shave) у серијалу о Воласу и Громиту. Након што је мали ован увучен у Воласову направу за шишање оваца, Волас му је дао име Шон (Shaun) (игра речима пошто се Shaun изговара исто као shorn (ошишан) у неким регионалним дијалектима у Енглеској). Шон се касније појавио у епизоди Shopper 13 нове серији о Воласу и Громиту из 2002. Cracking Contraptions.
Популарност овог лика, што је исказано успехом робне марке Овнић Шон, је довело до спин-оф серије са 40 епизода од по 7 минута. Друга сезона која је садржи 20 епизода је почела да се приказује 3. септембра 2007.

## Главни ликови
Шон (Shaun) је радознале, несташне природе и издваја се од осталих оваца и уводи их у разне авантуре. Он је популаран и природни је вођа. Такође је моралан лик који ће покушати да постави ствари на исправна места.
Бицер (Bitzer) је пас који чува стадо. Његов власник никада не примећује да је стадо све само не обично и Бицер се труди да тако и остане. Толерише несташлуке, али се успротиви ако ствари измакну контроли. Бицер ради као надзорник, пребројава стадо на уласку и изласку из пашњака и често једе сендвиче и пије чај. Такође ужива да слуша музику на свом MP3 плејеру. Ипак, Бицер не пропушта прилику да се опусти, што даје животињама на фарми прилику за несташлуке. Односи између Бицера и животиња је у основи пријатељски и он је пријатељ са Шоном, али не преко границе да заборави на своје дужности.
Фармер је усамљена и једноставна личност, која одржава своју фарму уз помоћ верног Бицера. Своје дужности обавља уз исказивање мало емоција, осим повремених излива беса када ствари не иду онако како је планирано или у атмосфери конфутије која је резултат Шонових несташлука. Као и сви људски ликови у серији, фармер се посматра из животињског угла, а његов говор се своди на низ мумлања и гунђања. Није свестан да су животиње на његовој фарми необичне.
Стадо су типичне овце, које могу цео дан провести у испаши, све док Шон не добије неку идеју, када га они верно прате. Они су ватрена публика за Шона, али су и неспретне, лако плашљиве и не баш паметне, што поткопава Шонове подвиге. И док стадо функционише као јединствен ентитет, неки ликови се издвајају из групе:
Ширли је много већа од осталих оваца тако да је морају гурати са места на место и може појести све што јој дође под руку. Корисна је као трамполина, ован за разбијање зидова а њена пространа вуна пружа скроивште за различите предмете.
Тими је неодољиво јагње које сиса цуцлу и упада у опасне ситуације. Обожава плишане медведе и плакаће ако их нема. Воли пицу и има само један зуб.
Тимијева мајка носи виклере у својој коси и помало је непажљива када су у питању материнске дужности, али када њено дете упадне у невољеу, неће се смирити док оно не буде поново сигурно у њеном наручју.
Неваљале свиње се налазе у дворишту до пашњака и оне су проклетство за живот оваца. Подсмешљиве, пакосне, похлепне и углавном лење, увек проналазе време да кваре Шонове планове.

## Филмови
- Овчица Шоне: Филм (2015)
- Овчица Шоне филм: Фармагедон (2019)